# Ligularia palmatifida
Ligularia palmatifida là một loài thực vật có hoa trong họ Cúc. Loài này được (Siebold & Zucc.) Nakai mô tả khoa học đầu tiên năm 1950.